# In The Light (canción de Led Zeppelin)
«In The Light» es una canción de rock progresivo y rock psicodélico grabada por la banda británica de rock Led Zeppelin y lanzada en el álbum Physical Graffiti como la canción que abre el lado C. Fue escrita en su gran mayoría por John Paul Jones, pero acreditada a Jones/Page/Plant, ya que los últimos dos colaboraron en detalles menores en la composición de la pista, fue producida por Jimmy Page.

## Contexto
La pista forma parte del Doble LP Physical Graffiti y abre el segundo disco, siendo la séptima canción del álbum. 
Esta fue una de las 8 composiciones originales grabadas en 1974 que no habían sido ya trabajadas en las sesiones de los anteriores álbumes Led Zeppelin III, Untitled y Houses of the Holy que formaron parte del álbum, las otras 7 son Custard Pie, In My Time of Dying, Trampled Under Foot, Kashmir, Ten Years Gone, The Wanton Song y Sick Again.
Originalmente, Jones llamó originalmente a la canción «In The Morning», y tenía letras totalmente diferentes, después paso a «Everybody Makes It Through», una de las tomas fue lanzada en la Edición Deluxe del Physical Graffiti y otras toma fue lanzada como la canción final de la Edición Deluxe del Coda, hasta que después de varias sesiones, la canción tuvo su nombre y versión final.

## Composición
La pista se divide en varias secciones, la canción inicia con Page tocando la guitarra acústica con un arco de violín,  inmediatamente John Paul Jones entra con el sintetizador, en el cual las notas tienen un gran eco, donde entran las vocales distorsionadas de Robert Plant.
John Bonham marca el inicio de la segunda parte con su batería, donde el hard rock predomina con un riff potente.
Se vuelve al estilo psicodélico de la primera parte por algunos segundos, con notas más contundentes y sin eco, que lleva a una parte instrumental con otro riff destacado, parte que se repite, pero ahora con las líneas del coro donde se destaca la frase "Everybody Needs The Light".

## Recepción y legado
La canción, aunque en su concepción no fue para nada comercial, el tema ganó gran popularidad por ser uno de los momentos más flexibles de la banda.
A diferencia de varias de las canciones compañeras de álbum de este tema y debido a la complejidad de la canción, nunca fue tocada en un concierto, pero ha sido considerada uno de los momentos más creativos de la banda y una de las mejores composiciones de John Paul Jones, siendo aclamada por el público y en general por la crítica, aunque también recibió algunas críticas mixtas, mas específicamente por Jim Miller, de la Rolling Stone, si bien describiendo a la canción como: one of the album's most ambitious efforts ("uno de los esfuerzos más ambiciosos del álbum"), en su crítica dice que fizzles down the home stretch ("falla en su recta final"), ya que the problem here is not tedium but a fragmentary composition that never quite jells: When Page on the final release plays an ascending run intended to sound majestic, the effect is more stilted than stately. (el problema no es realmente el tedio, sino la composición en fragmentos que nunca se forma bien: Cuando Page está en el final juega una carrera ascendente destinada a sonar bella, pero suena más rígido que majestuoso".)
En las entrevistas posteriores al lanzamiento del álbum, Robert Plant la llamó uno de los "finest moments" ("momentos más finos") de Led Zeppelin, mientras que Jimmy Page la llamó una de sus canciones favoritas del álbum e incluso diciendo que sirve en si, como una secuela de «Stairway to Heaven», canción de Led Zeppelin IV.